# 维拉尔塞科 (维米奥索)
维拉尔塞科 (维米奥索)是葡萄牙布拉干萨区的一个堂区。总面积23.08平方公里，总人口220人，人口密度9.5人/平方公里。